# Felix Nieder
Felix Nieder (Elmshorn, el 29 de mayo de 1993) es un modelo y escritor alemán. Se dio a conocer gracias a su nominación a Hombre GQ del Año 2021 y es el modelo masculino más contratado de Alemania desde 2022.

## Vida

### Infancia y vida privada
Nieder nació en Elmshorn en 1993. En 2013, se graduó en un instituto de la misma ciudad. En 2014, comenzó a estudiar derecho en la Universidad de Hamburgo. Nieder reconoce públicamente su homosexualidad.Su abuela Waltraud Bräuß es una de las más exitosas TikTok Influencer en su grupo de edad en Alemania.

### Carrera como modelo en 2021-2022
En 2021, Nieder fue nominado como Hombre del Año por la revista masculina GQ Alemania. La nominación le supuso su primera gran publicidad. Desde entonces ha trabajado para marcas conocidas. Nieder llamó aún más la atención cuando desfiló por la pasarela durante la Semana de la Moda alemana en el verano de 2022 con una falda nupcial y sosteniendo el cartel "Love is Love". A raíz de ello, varios medios de comunicación importantes lo retrataron y debatieron si los hombres también pueden llevar ropa de mujer. A partir de entonces, abordó en público temas críticos como el lavado rosa y el enfoque el género fluido de la moda. Desde 2022, es el modelo masculino más contratado en Alemania.

### Desde 2023: Libro - Cuando murió mi yo gay
A esto siguieron, en febrero de 2023, reportajes y documentales en NDR y ARD sobre su vida, ya que de niño sufrió un grave acoso por su homosexualidad. Allí le apodaron el "modelo de género fluido", ya que se mueve con fluidez entre géneros en la moda El equipo de producción volvió con él al instituto para representar la escena.
El 2 de agosto de 2023, Nieder publicó su biografía y guía de vida‚ ’’Cuando murió mi yo gay’’. En él, aborda su periplo como hombre homosexual y sus quejas en el mundo de la moda. Su estreno tuvo lugar el mismo día en Hamburgo ante un público destacado y acompañado por los medios de comunicación. Llevó una vida pseudoheterosexual durante años y no salió del armario hasta los 23 años. Nieder declaró en Spiegel: "No quería ser gay. Fingía e incluso le arranqué la cabeza a mi Barbie Arielle." A esto siguieron apariciones en programas de entrevistas y presentó allí su libro.

## Compromiso social
Nieder hace campaña por la igualdad de derechos en Alemania.Estuvo en el Parlamento Federal alemán en febrero de 2024 y pidió que se modificara el Artículo 3 de la Ley Fundamental de la República Federal de Alemania. Éste debería modificarse de tal forma que se garantizara indiscutiblemente que tanto la identidad sexual como la identidad de género están plenamente protegidas por la Ley Fundamental. Aquí habló principalmente con la política y presidenta del Alianza 90/Los Verdes Ricarda Lang. La conversación fue acompañada y retransmitida a todo el mundo por Deutsche Welle.

## Candidaturas
2021: GQ Hombre del año

## Obras

### No ficción
- Cuando murió mi yo gay (02 de agosto de 2023)